# Turcja na Letnich Igrzyskach Olimpijskich 1948
Turcję na Letnich Igrzyskach Olimpijskich 1948 reprezentowało 58 zawodników, 57 mężczyzn i 1 kobieta.

## Zdobyte medale
| Medal  | Zawodnik       | Dyscyplina    | Konkurencja                      |
| ------ | -------------- | ------------- | -------------------------------- |
| Złoto  | Nasuh Akar     | Zapasy        | waga kogucia w stylu wolnym      |
| Złoto  | Gazanfer Bilge | Zapasy        | waga piórkowa w stylu wolnym     |
| Złoto  | Celal Atik     | Zapasy        | waga lekka w stylu wolnym        |
| Złoto  | Yaşar Doğu     | Zapasy        | waga półśrednia w stylu wolnym   |
| Złoto  | Mehmet Oktav   | Zapasy        | waga piórkowa w stylu klasycznym |
| Złoto  | Ahmet Kireççi  | Zapasy        | waga ciężka w stylu klasycznym   |
| Srebro | Halit Balamir  | Zapasy        | waga musza w stylu wolnym        |
| Srebro | Adil Candemir  | Zapasy        | waga średnia w stylu wolnym      |
| Srebro | Kenan Olcay    | Zapasy        | waga musza w stylu klasycznym    |
| Srebro | Muhlis Tayfur  | Zapasy        | waga średnia w stylu klasycznym  |
| Brąz   | Halil Kaya     | Zapasy        | waga kogucia w stylu klasycznym  |
| Brąz   | Ruhi Sarıalp   | Lekkoatletyka | trójskok                         |